# Helga Tiemann

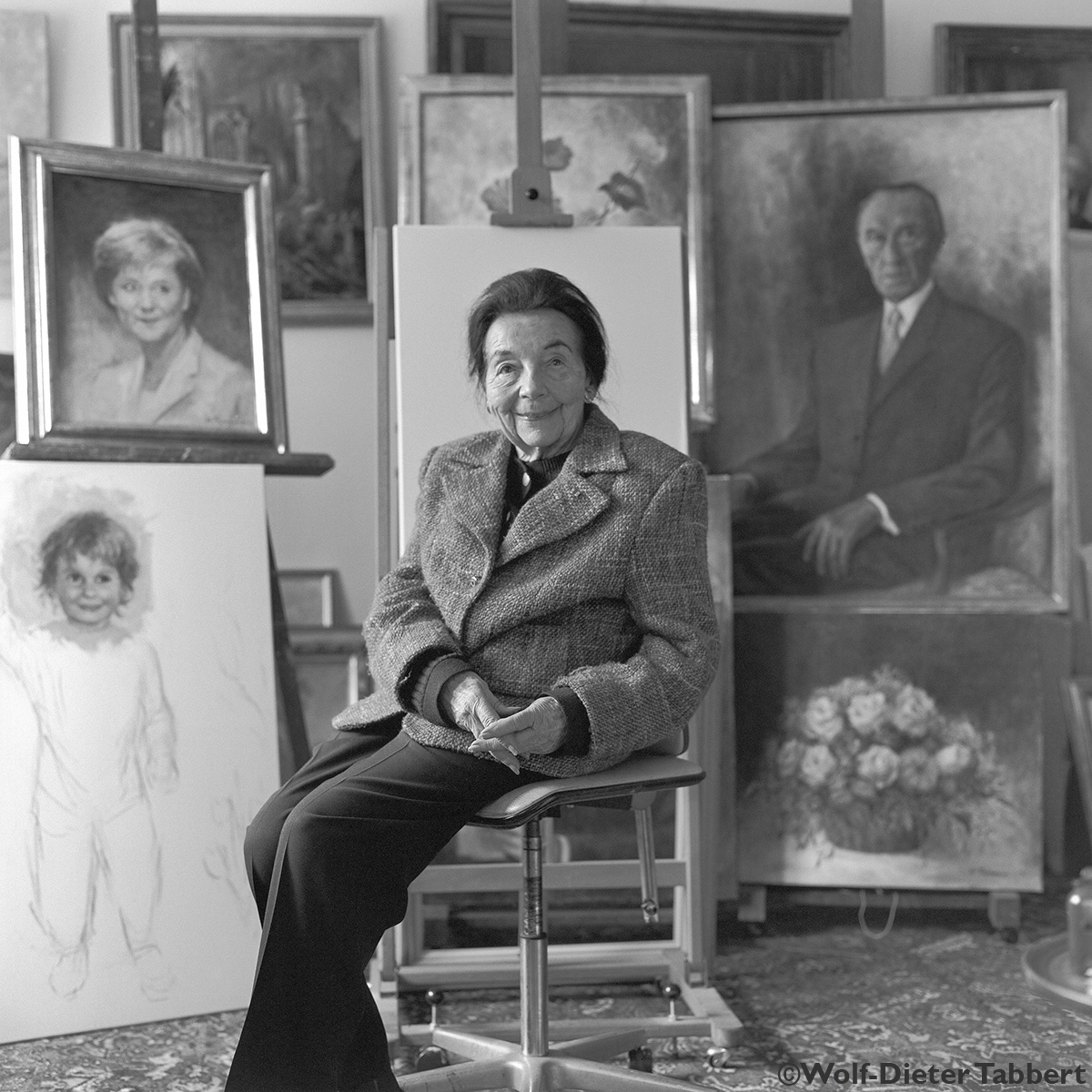
Helga Tiemann (2008)

Helga Tiemann (* 11. Oktober 1917 in Remscheid; † 13. Oktober 2008 in Köln) war eine deutsche Malerin des traditionellen Realismus und Bildhauerin. Sie wurde über Jahrzehnte die Porträtistin bedeutender Zeitgenossen aus Politik, Wirtschaft und Kultur in der damaligen Bundeshauptstadt Bonn.

## Leben und Wirken
Das schicksalshafte  Leben von Helga Tiemann zwischen Bombenkrieg in Berlin bis zum Wiederaufbau nach dem Untergang von 1945 im Rheinland spiegelt sich auch im künstlerischen Schaffen.
Nach dem Abitur studierte Helga Tiemann an den Kölner Werkschulen Malerei und figürliches Zeichnen bei den Prof. Seuffert und Meyer und wechselte dann an die Universität der Künste Berlin. Nach dem Ende des Zweiten Weltkrieges porträtierte sie hauptsächlich russische Soldaten und Offiziere.
In Köln, wo auch ihren Eltern wohnten, schuf sie das Werbeplakat für Persil mit der weißen Dame. Im Auftrag der Firma Ford Deutschland schuf sie ein Porträt vom damaligen Bundespräsidenten Theodor Heuss. Nach diesem Erfolg porträtierte sie viele Persönlichkeiten, zum Beispiel Walter Scheel, Aenne Burda, Ronald Reagan, Hermann Josef Abs und andere.
Sie erstellte auch Kinderbildnisse, Landschaftsbilder, Pferde unter anderem, die sie als Pastelle, Tusche- und Rötelzeichnungen sowie Radierungen und Lithografien ausarbeitete. Die internationale Kunst-Edition Marco (Bonn-Paris) war dabei der wichtigste Vermittler.

## Die Malerin der Bonner Gesellschaft
In der Bundeshauptstadt Bonn gehörte Helga Tiemann seit Konrad Adenauer zur Gesellschaft. Der kunstsinnige Bundeskanzler wurde von ihr mehrmals porträtiert. Dies verschaffte ihr Zugang zu weiteren „höchsten Kreisen“. Bekannt mit Mildred Scheel, unterstützte sie die von der Frau des damaligen Bundespräsidenten gegründete Deutsche Krebshilfe bei Kunstaktionen. Befreundet auch mit Adenauers Protokoll-Chefin Erica Pappritz, wurde sie in den „Wirtschaftswunderjahren“ der Bundesrepublik zur „Malerin der Bonner Gesellschaft“. Auch Diplomaten aus vielen Ländern und der bayerische Ministerpräsident Franz Josef Strauß gehörten zu ihren Modellen.

## Alterswerk
Die künstlerischen Leistungen und ein beachtliches Alterswerk von Helga Tiemann waren begleitet von zahlreichen Ausstellungen im In- und Ausland sowie von Ehrungen.
Anlässlich ihres 80. Geburtstages richtete das private Museum Arno Breker in Nörvenich im Jahre 1997 eine große Werkschau aus.
Noch im hohen Alter von 87 Jahren schuf sie eine lebensgroße Skulptur Konrad Adenauers, die am 19. April 2005 auf dem Adenauerplatz in Berlin-Charlottenburg von der damaligen CDU-Vorsitzenden und späteren Bundeskanzlerin Angela Merkel eingeweiht wurde.

## Ausstellungen
Eine Auswahl von Ausstellungen im In- und Ausland:
- 1939 Schloss Salzburg, Salzburg
- 1940 Haus der Kunst, Berlin
- 1941, 1943 und 1944, München (Große Deutsche Kunstausstellung)
- 1943 Hradschin, Prag
- 1947 Rathaus der Stadt, Wiehl
- 1962 La Redoute, Bonn-Bad Godesberg und folgende Jahre
- 1966 Galerie Bernheim, Faubourg St Honoré, Paris
- 1967 Akademie der bildenden Künste, Berlin
- 1971 Steigenberger Hotel Bonn-Center
- 1976 Galerie Geiselgasteig, München
- 1979 Kunsthalle Kassel und Kunsthalle Darmstadt
- 1980 Galerie Marco Bonn: „Blumen der Liebe“
- 1985 Museum Europäische Kunst Schloss Nörvenich
- 1986 Haus Wedell, Hamburg
- 1987 Westdeutsche Kunstmesse, Köln
- 1987 Deutsche Parlamentarische Gesellschaft, Bonn
- 1989 Art 202, Paris
- 1990 Museum of European Art, N.Y. USA
- 1994 Galerie TV Novosti, Moskau
- 1997 Kunst Museum Schloss Nörvenich, NRW
- 2000 Deutsche Parlamentarische Gesellschaft, Berlin
- 2001 Akademie der Konrad-Adenauer-Stiftung
- 2002 Bayerische Staatskanzlei München und Stadt-Museum Erlangen
- 2006 Galerie Villa Bösenberg, Leipzig
- 2007 Bezirksregierung Köln,  Konrad-Adenauer-Stiftung Berlin u. a.
- 2008 Marco Edition Bonn: „Erinnerung an Helga Tiemann“
- 2011 Museum Europäische Kunst, Schloss Nörvenich (NRW), Originalgraphik.
- 2017 Helga Tiemann zum 100. Geburtstag: Blumen-Bilder – Die vier Jahreszeiten, Rittersaal Schloss Nörvenich (NRW).